# Stéphane Maurel
Pour les articles homonymes, voir Maurel.
Stéphane Maurel est un footballeur français né le 22 août 1980 à Albi. Il évoluait au poste de défenseur latéral. 

## Biographie
Stéphane Maurel joue 34 matchs en Ligue 2 sous les couleurs de l'AC Ajaccio et 15 matchs en 1re division portugaise avec le club d'Estoril.

## Palmarès
- Champion de France de Ligue 2 en 2002 avec l'AC Ajaccio.